# イディオテック
「イディオテック」 (英: Idioteque) は、イギリスのロックバンド、レディオヘッドが2000年に発表した4枚目のスタジオ・アルバム『キッド A』の収録曲。

## 概要
テクノビートを取り入れた本作は、実験的な楽曲の多い『キッド A』の中にあって、リズミカルでキャッチーな要素もあり、レディオヘッドの代表作となっている。
ライブ演奏は、2001年のEP『I May Be Wrong: Live Recordings』に収録されている。
2008年のベスト盤『ザ・ベスト・オブ』にも収録されている。

## 制作
本作は、ジョニー・グリーンウッドがモジュラーシンセサイザーで作り上げたリズムから始まった。「カオスが必要だ」と感じたジョニーは、偶然の音を探ったりやサンプリングを試したりしながら、50分の即興演奏を録音し、そこからトム・ヨークが短いシークエンスを取り出して曲を書いた。トム・ヨークは「何だ？と思ったところもあったけど、40秒くらいの部分は間違いなく天才的だったから、そこを切り取った」と語っている。
作詞は、『キッドA』の他の歌詞と同じく、切り刻んだフレーズを帽子に入れ無作為に取り出しながら行った。2コーラス目では、4分の5拍子で "the first of the children" と歌っているようにアレンジされ、元の4分の4拍子のコーラスに対して不協和音を作り出している。
四和音のシンセサイザーのフレーズは、アメリカの作曲家ポール・ランスキーによるコンピュータ音楽「mild und leise」からサンプリングされた。この曲は、1975年のコンピレーション『First Recordings – Electronic Music Winners』に収録されており、レディオヘッドのアメリカツアー中、グリーンウッドが中古レコード店で発見した。ランスキーは、サンプリングを許可した理由を、「想像力豊かで独創的」なものと判断し、彼自身も「トリスタン和音を使ってコード進行をサンプリングした」からだとエッセイで語っている。
また、コネチカット・カレッジの音楽教授アーサー・クライガーによる「Electronic Music Winners」の曲の一部もサンプリングしている。

## 解釈
本作の内容について、アルバムには歌詞が記載されておらず、意味を限定したくないとするトム・ヨークも直接的な言及を避けていることから、リスナーによって様々に解釈されている。
タイトルについては、idiot（英語で「馬鹿げた」）と、discothèque（フランス語で「ディスコ」）を組み合わせた造語とされているが、定かではない。
曲の中で "Ice Age Coming"と繰り返し歌われていたり、スタンリー・ドンウッドによるカバーアートが、雪に覆われた山から炎が上がっているイメージだったりすることから、気候変動に関する内容ではないかとされている。

## 評価
本作は高い評価を受けている。
2009年のピッチフォークによる「2000年代最高の200曲」で8位、2011年のローリング・ストーン誌による「2000年代最高の100曲」で56位に選出された。
2020年にガーディアン誌が発表した「レディオヘッド最高の40曲」で第6位に選ばれ、「環境破壊の恐怖、ビッグ・テックの脅威、破滅的な狂気が蔓延しているが、戦慄を引き起こすシンセサイザーの音色は希望を高らかに謳っている」と評された。
2021年のローリング・ストーン誌による「史上最高の500曲」では48位に選出され、「不吉で魅惑的な『キッドA』の核であり、氷河のようなビートに乗せて、目を細めるほどのディストピアをイメージさせる」と評された。

## カバー
2021年、アメリカの女性ミュージシャン、メリル・ガーバスによる音楽プロジェクトであるチューン・ヤーズによってカバーされた。